# Alligator Cay
Alligator Cay är en ö i Belize. Den ligger i distriktet Belize, i den östra delen av landet, 70 kilometer öster om huvudstaden Belmopan.